# 23111 Fritzperls
A 23111 Fritzperls (ideiglenes jelöléssel 2000 AG) a Naprendszer kisbolygóövében található aszteroida. Charles W. Juels fedezte fel 2000. január 2-án.